# Anomalacanthimyia pedunculata
Anomalacanthimyia pedunculata är en tvåvingeart som först beskrevs av James 1978.  Anomalacanthimyia pedunculata ingår i släktet Anomalacanthimyia och familjen vapenflugor. Inga underarter finns listade i Catalogue of Life.